# Woman Suffrage Party
Woman Suffrage Party (WSP, en español: Partido por el Sufragio de la Mujer) fue una organización política con sede en la ciudad de Nueva York dedicada a promover el sufragio femenino. Fue fundada por Carrie Chapman Catt durante la Convention of Disfranchised Women (Convención de las Mujeres sin Derechos) en 1909. WSP se autodenominaba «la unión política de las organizaciones por la igualdad de sufragio en la ciudad de Nueva York». Para muchas mujeres de la ciudad, el WSP fue su primera experiencia en relación con la política y el partido «contribuyó directamente a la aprobación de una enmienda de la ley del sufragio femenino en estado de Nueva York». La organización también hizo campaña por el sufragio federal hasta mayo de 1919, cuando se convirtió en el capítulo local de la League of Women Voters (Liga de Mujeres Votantes).